# Bugnate
Bugnate è una frazione del comune di Gozzano, situata sulle colline e sud ovest del lago d'Orta.
Bugnate, che viene citata la prima volta in un documento del 10 marzo 1047, nel medioevo fece parte della pieve di Gozzano, fino al 1568 quando fu eretta in parrocchia indipendente dal vescovo di Novara il cardinale Serbelloni.

La chiesa dedicata alla Beata Vergine Maria fu consacrata nel 1601.
A monte della frazione, sulla sommità di un colle dal quale si gode un vasto panorama sul lago d'Orta, sorge la cappella della Madonna della Guardia, edificata nel XVIII secolo. Il 1º settembre del 1907 il re Vittorio Emanuele III da questo colle osservò il territorio per progettare le Grandi Manovre, opera militare per difendersi da possibili attacchi nemici da nord, e finalizzata con la costruzione della Linea Cadorna.
Nel 1928 il comune autonomo di Bugnate fu aggregato a quello di Gozzano, diventandone una sua frazione.